# Reprezentacja Japonii w piłce wodnej kobiet
Reprezentacja Japonii w piłce wodnej kobiet – zespół, biorący udział w imieniu Japonii w meczach i sportowych imprezach międzynarodowych w piłce wodnej, powoływany przez selekcjonera, w którym mogą występować wyłącznie zawodnicy posiadający obywatelstwo japońskie. Za jej funkcjonowanie odpowiedzialny jest Japoński Związek Pływacki (JASF), który jest członkiem Międzynarodowej Federacji Pływackiej.